# Paulo Roberto Prestes
Paulo Roberto Araújo Prestes, mais conhecido como Paulo Roberto Prestes, ou simplesmente Paulo Roberto (Porto Alegre, 21 de abril de 1964) é um ex-futebolista brasileiro que atuava como lateral-esquerdo. Irmão do também ex jogador, Tato.

## Biografia
Paulo Roberto teve destaque do Atlético Mineiro, quando atuou entre 1986 e 1996, sendo titular absoluto. Com a camisa alvinegra, o lateral-esquerdo marcou 38 gols em 504 jogos. Em 11 temporadas pelo Galo, foi o segundo jogador que mais atuou pelo clube em Brasileiros, com 189 partidas.
Natural de Porto Alegre, no Rio Grande do Sul, Paulo Roberto iniciou sua carreira no Internacional, em 1982. Atuou ainda como jogador do Botafogo e Palmeiras, mas foi no Galo, onde jogou por dez anos, que o jogador conquistou maior destaque, teve seus melhores momentos e conquistou mais títulos. Cinco vezes Campeão Mineiro e da Campeão da Conmebol em 1992 vestindo a camisa alvinegra, o ex-jogador destacou-se pelas arrancadas ao ataque e pelo chute forte de pé esquerdo, além de demonstrar grande garra dentro de campo.
Atualmente, concilia a carreira de comentarista esportivo de televisão com o cargo de secretário adjunto de Esportes de Belo Horizonte.

## Títulos
Internacional
- Campeonato Gaúcho: 1983, 1997

Atlético Mineiro
- Campeonato Mineiro: 1986, 1988, 1989, 1991, 1995
- Troféu Ramón de Carranza: 1990
- Copa Conmebol de 1992[3]